# Sjako (hoofddeksel)

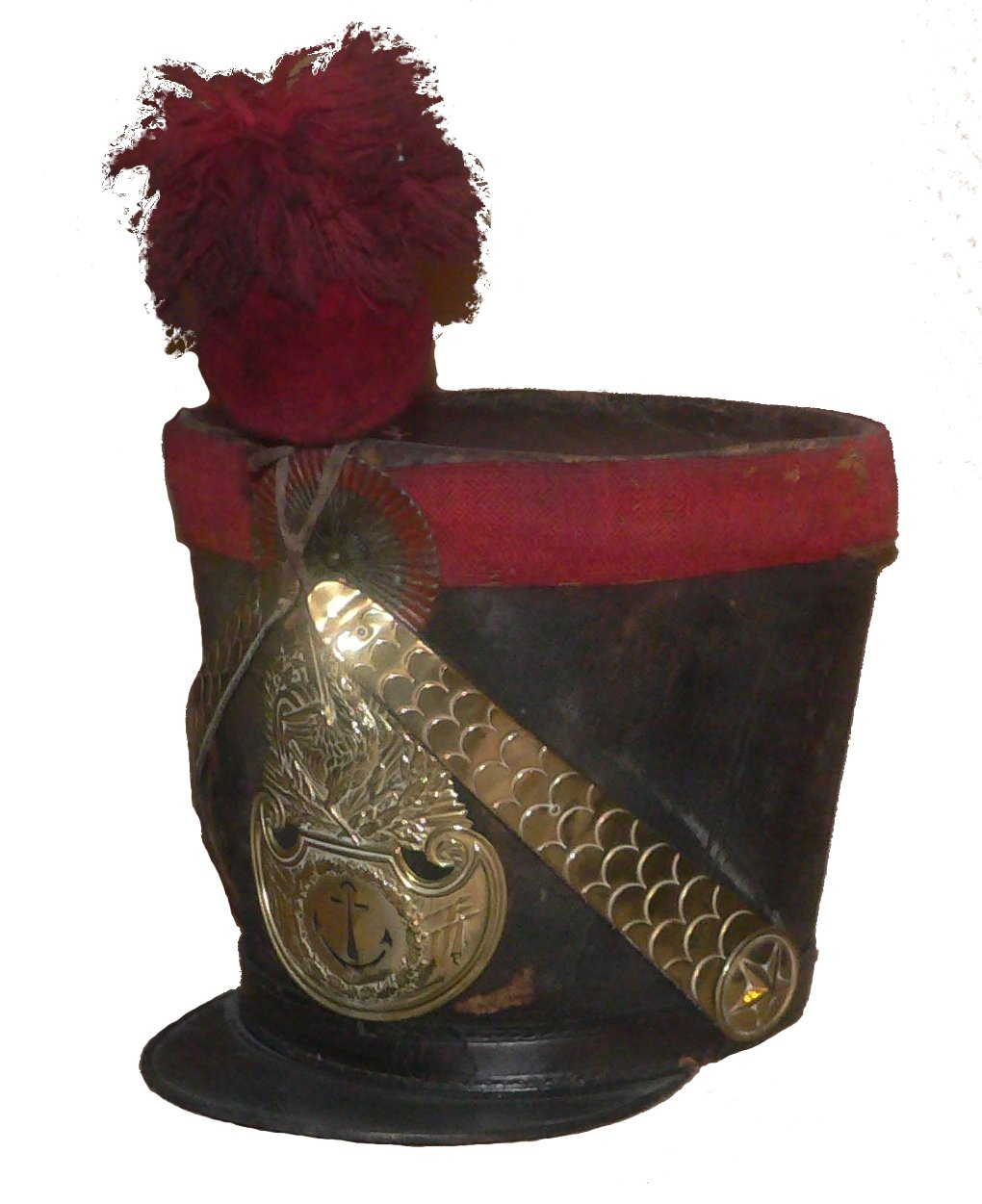
19e-eeuwse Franse tschako

Een sjako is een hoofddeksel dat vroeger door de meeste landen in hun jagerkorpsen gebruikt werd.
Het woord 'sjako' stamt af van het Franse tschako, dat weer is afgeleid van het Hongaarse woord csákó, zijnde een onderdeel van het uniform van de Hongaarse huzaren die dienden in het leger van het Keizerrijk Oostenrijk.